# Никкених
Никкених (нем. Nickenich) — община в Германии, в земле Рейнланд-Пфальц.
Входит в состав района Майен-Кобленц. Подчиняется управлению Пелленц. Население составляет 3677 человек (на 31 декабря 2010 года). Занимает площадь 16,56 км².